# 지방도 제734호선
지방도 제734호선은 전북특별자치도 정읍시 입암면 천원사거리에서 전라남도 장성군 북이면 사가삼거리를 잇는 전북특별자치도의 지방도이다. 2008년 도로현황조서 기준으로 지방도 제816호선 전라남도 전 구간을 편입하였다.

## 연혁
- 2007년 1월 5일 : 무장 ~ 아산간 도로(고창군 무장면 강남면 ~ 아산면 성산리) 3.107km 구간 개통[2]
- 2008년 10월 27일 : 2012년 12월까지 무안 청계지구(무안군 청계면 복길리) 개량공사를 위해 500m 구간 도로구역 변경, 2012년 12월까지 영광 대마지구(영광군 대마면 복평리 ~ 성산리) 개량공사를 위해 360m구간 도로구역 변경[3]
- 2010년 7월 13일 : 2011년 4월까지 구 지방도 제816호선 장성 화산지구(장성군 삼계면 화산리 ~ 부성리) 개량공사를 위해 710m 구간 도로구역 변경[4]
- 2011년 7월 13일 : 장성 화산지구 개량공사 기간을 2012년 7월까지로 연기[5]
- 2012년 11월 20일 : 2020년 12월까지 영광 깃재터널(영광군 대마면 성산리 ~ 장성군 삼계면 부성리) 개설공사를 위해 3.95km 구간 도로구역 변경[6]
- 2023년 11월 10일 : 고창 중산지구(고창군 대산면 중산리) 1.193km 구간 개량 개통[7]

## 주요 경유지

### 본래 노선
본래 노선 기점은 고창군 대산면이나 아래 편입된 노선과 연계를 위해 거꾸로 적는다.
- 정읍시
  - 입암면 천원사거리 - 밤고개

- 고창군
  - 성내면 밤고개 - (미개통 구간 : 신대리 - 대흥리)
  - 흥덕면 (미개통 구간 제하리 - 송암리 - 흥덕리) - 야동 교차로 - 석교 교차로(선운산 나들목) - 덕흥 교차로 - 봉선교
  - 부안면 봉선교 - 덕흥 교차로 - 부안삼거리 - 부안면사무소 - 중흥리 - 수남리 - 검산리 - 수동리 - 수앙리 - 상암리 - 봉암초등학교 - 봉암리 - 송현리 - 선운리삼거리 - 선운리 - 용선교
  - 심원면 용선교 - 용선삼거리
  - 아산면 삼인교 - 삼인 교차로 - 반암 교차로 - 인천강교 - 선운사터널 (576m) - 탑정교
  - 부안면 탑정교 - 용산1 교차로 - 용산2 교차로 - 용산1교 - 소굴치
  - 아산면 소굴치 - 골프존카운티선운 - 운곡저수지 - 원평 교차로 - (미포장 구간 용계교 - 인천교 - 계산리 - 학전리 - 성산리) - 성산리
  - 무장면 송현리 - (국가지원지방도 제15호선과 교차)
  - 아산면 성산리 - 죽산삼거리
  - 무장면 강남교 - 강남리 - 강남사거리 - 송림사거리 - 고라리 - 옥산리 - 덕림리
  - 대산면 중산리 - 석교 - 중산교 - 고창기상대 - 매산리 - 교회오거리

### 구지방도 제816호선노선
- 영광군
  - 대마면 장보사거리 - 원흥리 - 송촌 교차로 - 대마교 - 영광대마중학교 - 대마면사무소 - 대마면소재지 교차로 - 대마초등학교

- 전북특별자치도 고창군
  - 대산면 지석리

- 영광군
  - 대마면 복평리 - 동부보건진료소 - 대마면성산리 교차로 - 깃재

- 장성군
  - 삼계면 깃재 - 삼계농공단지 - 부성리 - 삼계면부성리 교차로 - 화산교 - 화산리 - 상무대동문 - 아계교 - 내계리 - 천방교 - 사창리 - 우봉2교 - 월정 교차로 - 주산2교 - 주산1교 - 삼계면사창리 교차로 - 주산리
  - 삼서면 두월리 - 삼서면홍정리 교차로 - 홍정리 - 홍정교
  - 동화면 구룡리 - 동화면구룡리 교차로 - 구봉교 - 월산리

- 광주광역시
  - 광산구 월산2교 남단 - 오산 교차로 - 임동교 - 임동교 동단 - 월봉서원 입구 - 광산동

- 장성군
  - 황룡면 옥정리 - 옥정역 - 와룡교 - 와룡리 - 월평리 - 월평교 - 황룡 교차로
  - 장성읍 영천리 - 장성혜원병원 - TMO사거리 - 황룡강생태공원 - 장성대교 동단 - 장성공설운동장 - 장안교 - 장안리 - 안평역 - 안평리
  - 서삼면 송현리
  - 북일면 신흥리 - 구 신흥리역 - 북일면신흥리 교차로 - 박산리 - 장성성모요양병원
  - 북이면 조양교 - 신월리 - 백양우리CC - 사거리 - 사가삼거리

## 중복 구간
- 정읍시 입암면 천원사거리 ~ 밤고개 : 지방도 제708호선과 중복
- 고창군 흥덕면 흥덕리 : 국도 제23호선과 중복
- 고창군 흥덕면 야동 교차로 ~ 부안면 덕흥 교차로 : 국도 제22호선과 중복
- 고창군 심원면 용선삼거리 ~ 부안면 용산1 교차로 : 국도 제22호선과 중복
- 고창군 아산면 성산리 : 지방도 제733호선과 중복
- 광주광역시 광산구 월산2교 남단 ~ 오산 교차로 : 국가지원지방도 제49호선과 중복
- 장성군 북일면 신흥리 ~ 북일면신흥리 교차로 : 지방도 제898호선과 중복

## 도로명

### 전북특별자치도
- 정읍시 입암면 천원사거리 ~ 밤고개 : 밤고개로
- 고창군 흥덕면 야동 교차로 ~ 부안면 덕흥 교차로 : 선운대로
- 고창군 부안면 덕흥 교차로 ~ 부안삼거리 : 복분자로
- 고창군 부안면 부안삼거리 ~ 심원면 용선삼거리 : 인촌로
- 고창군 심원면 용선삼거리 ~ 부안면 용산1 교차로 : 선운대로
- 고창군 부안면 용산2 교차로 ~ 아산면 원평 교차로 : 운곡로
- 고창군 아산면 원평 교차로 ~ 성산리 : 사신원로
- 고창군 아산면 성산리 : 희어재로
- 고창군 아산면 성산리 ~ 죽산삼거리 : 송현로
- 고창군 아산면 죽산삼거리 ~ 무장면 송림사거리 : 감나무등로
- 고창군 무장면 송림사거리 ~ 대산면 교회오거리 : 칠거리로

### 전라남도·광주광역시
- 영광군 대마면 장보사거리 ~ 광주광역시 광산구 월산2교 남단 : 영장로
- 광주광역시 광산구 월산2교 남단 ~ 오산 교차로 : 빛가람장성로
- 광주광역시 광산구 오산 교차로 ~ 임동교 동단 : 임곡상촌길
- 광주광역시 광산구 임동교 동단 ~ 광산동 : 고봉로
- 장성군 황룡면 옥정리 ~ 장성읍 장성대교 동단 : 강변로
- 장성군 장성읍 장성대교 동단 ~ 장안리 : 장재길
- 장성군 장성읍 장안리 ~ 북이면 사가삼거리 : 봉암로